# Матчи мужской сборной России по волейболу 1997
В сезоне 1997 года сборная России приняла участие в трёх официальных соревнованиях — Мировой лиге, отборочном турнире чемпионата мира-1998 и чемпионате Европы.

## Матчи
Благодаря решению FIVB предоставить право проведения финального турнира Мировой лиги Москве перед сборной России не ставилась задача завоевать первое место в предварительной группе, что привело к отрицательному результату — 10 поражений подряд со старта сезона. В начале июня из-за тяжёлой болезни Вячеслава Платонова исполняющим обязанности главного тренера команды стал его помощник Вячеслав Зайцев.
На домашнем «Финале шести» российские волейболисты заняли 4-е место в группе, а затем в матче за «бронзу» в шестой раз за турнир встретились с выступавшей без своего основного связующего Петера Бланже сборной Нидерландов и впервые одержали над ней победу.
В августе по возвращении Вячеслава Платонова сборная России в Ольштыне успешно завершила отборочный турнир чемпионата мира-1998, а в рамках подготовки к чемпионату Европы выиграла в Уфе четыре товарищеских матча у сборной Японии.
Неудачи преследовали Дмитрия Фомина — накануне «Финала шести» Мировой лиги капитан и основной нападающий сборной травмировал правую кисть, а в августе в одном из матчей с японцами снова получил аналогичную травму. Вместо него в стартовой шестёрке сборной на чемпионате Европы в Нидерландах, как и на московском финальном турнире Мировой лиги, в непривычном для себя амплуа диагонального выступал Алексей Казаков. Потерпев незапланированные поражения от Словакии и Германии, российские волейболисты не смогли выйти в плей-офф, что привело к отставке главного тренера Вячеслава Платонова.

### Мировая лига. Интерконтинентальный раунд
| № 1(106) | 16.05.1997 Гавана. Дворец спорта «Сьюдад Депортива». 15 000 зрителей | Куба — Россия — 3:0 (15:6, 15:12, 15:8)                     | Группа С |
| Куба: Рауль Диаго (3+2), Ален Рока (2+10), Павел Пимьента (9+9), Освальдо Эрнандес (10+11), Идальмис Гато (7+5), Иосвани Эрнандес (6+16). Выход на замену: Анхель Бельтран (0+0), Алексей Диас (0+0). Россия: Алексей Казаков (0+7), Вадим Хамутцких (1+1), Сергей Тетюхин (1+8), Руслан Олихвер (4+3), Дмитрий Фомин (3+13), Валерий Горюшев (4+8). Выход на замену: Александр Березин (3+8), Сергей Орленко (0+2), Константин Ушаков (1+0), Руслан Жбанков (0+0), Павел Иванов (л).                                                 |                                                                      |                                                             |          |
| № 2(107) | 17.05.1997 Гавана. Дворец спорта «Сьюдад Депортива». 14 800 зрителей | Куба — Россия — 3:0 (15:2, 15:9, 15:11)                     | Группа С |
| Куба: Рауль Диаго (2+0), Ален Рока (7+4), Павел Пимьента (7+9), Освальдо Эрнандес (8+17), Идальмис Гато (6+6), Иосвани Эрнандес (4+10). Выход на замену: Алексей Диас (0+0). Россия: Константин Ушаков (0+0), Алексей Казаков (2+1), Александр Березин (1+7), Руслан Олихвер (0+0), Дмитрий Фомин (4+6), Валерий Горюшев (3+5). Выход на замену: Сергей Орленко (0+3), Вадим Хамутцких (0+0), Сергей Тетюхин (3+6), Руслан Жбанков (2+4), Павел Иванов (л).                                                                           |                                                                      |                                                             |          |
| № 3(108) | 23.05.1997 Москва. УСЗ ЦСКА. 4000 зрителей                           | Россия — Нидерланды — 1:3 (5:15, 15:17, 15:4, 8:15)         | Группа С |
| Россия: Вадим Хамутцких (3+2), Александр Березин (8+16), Руслан Олихвер (5+9), Дмитрий Фомин (1+5), Алексей Казаков (12+9), Валерий Горюшев (4+8). Выход на замену: Руслан Чигрин (3+5), Сергей Кукарцев (0+0), Станислав Динейкин (0+14), Руслан Жбанков (0+0), Павел Иванов (л). Нидерланды: Миша Латухихин (0+0), Рейндер Нюммердор (4+9), Альберт Кристина (4+10), Рихард Схёйл (16+25), Гёйдо Гёртзен (10+16), Майк ван де Гор (5+14). Выход на замену: Роберт ван Эс (0+0), Марк Бруре (0+0), Тван ван Кейк (0+0).              |                                                                      |                                                             |          |
| № 4(109) | 24.05.1997 Москва. УСЗ ЦСКА. 3500 зрителей                           | Россия — Нидерланды — 2:3 (15:10, 13:15, 15:9, 6:15, 12:15) | Группа С |
| Россия: Дмитрий Желтуха (5+18), Алексей Казаков (7+7), Вадим Хамутцких (2+3), Руслан Жбанков (7+12), Станислав Динейкин (5+14), Руслан Чигрин (9+6). Выход на замену: Руслан Олихвер (1+4), Александр Березин (6+4), Валерий Горюшев (1+0), Дмитрий Фомин (0+0), Павел Иванов (л). Нидерланды: Рейндер Нюммердор (6+4), Альберт Кристина (8+17), Рихард Схёйл (9+22), Миша Латухихин (2+0), Гёйдо Гёртзен (10+18), Майк ван де Гор (13+14). Выход на замену: Роберт ван Эс (1+0), Тван ван Кейк (0+0).                                |                                                                      |                                                             |          |
| № 5(110) | 31.05.1997 Сеул. Дворец спорта «Чамсил». 5000 зрителей               | Корея — Россия — 3:1 (15:12, 6:15, 15:9, 15:5)              | Группа С |
| Корея: Ким Сунхён (1+1), Син Джиксик (7+20), Ким Седжин (7+17), Пак Чончхан (6+6), Пак Хисан (12+17), Ку Инджун (6+9). Выход на замену: Ли Сунхи (1+0), Пак Сончхуль (0+1), Хан Хисук (0+0), Ли Хо (л). Россия: Вадим Хамутцких (0+0), Дмитрий Желтуха (8+11), Руслан Олихвер (0+0), Александр Березин (3+12), Валерий Горюшев (5+16), Алексей Казаков (5+4). Выход на замену: Сергей Орленко (2+16), Константин Ушаков (1+5), Руслан Жбанков (3+7), Павел Иванов (л).                                                                |                                                                      |                                                             |          |
| № 6(111) | 1.06.1997 Сеул. Дворец спорта «Чамсил». 7500 зрителей                | Корея — Россия — 3:1 (15:7, 10:15, 16:14, 15:12)            | Группа С |
| Корея: Ким Сунхён (1+1), Син Джиксик (9+30), Ким Седжин (9+25), Пак Чонджан (8+11), Пак Хисан (10+16), Ку Инджун (9+9). Выход на замену: Ли Сунхи (0+0), Хан Хисук (0+0), Ким Сунче (0+0), Ли Хо (л). Россия: Алексей Казаков (9+10), Константин Ушаков (1+5), Руслан Чигрин (1+1), Сергей Орленко (1+14), Александр Березин (0+3), Валерий Горюшев (11+24). Выход на замену: Дмитрий Желтуха (9+13), Руслан Олихвер (3+11), Вадим Хамутцких (0+0), Руслан Жбанков (0+0), Павел Иванов (л).                                           |                                                                      |                                                             |          |
| № 7(112) | 7.06.1997 Хертогенбос. Спортивный центр «Мааспоорт». 1900 зрителей   | Нидерланды — Россия — 3:0 (15:13, 15:10, 15:7)              | Группа С |
| Нидерланды: Миша Латухихин (1+2), Рейндер Нюммердор (4+7), Бас ван де Гор (11+12), Рихард Схёйл (11+19), Гёйдо Гёртзен (4+11), Майк ван де Гор (3+2). Выход на замену: Роберт ван Эс (0+1), Хенк-Ян Хелд (0+8). Россия: Константин Ушаков (1+2), Руслан Чигрин (6+9), Руслан Олихвер (0+6), Дмитрий Фомин (0+5), Валерий Горюшев (0+0), Алексей Казаков (5+10). Выход на замену: Вадим Хамутцких (0+0), Сергей Орленко (5+10), Руслан Жбанков (0+0), Дмитрий Желтуха (3+9), Александр Березин (0+0).                                  |                                                                      |                                                             |          |
| № 8(113) | 8.06.1997 Хертогенбос. Спортивный центр «Мааспоорт». 2300 зрителей   | Нидерланды — Россия — 3:1 (15:10, 12:15, 15:13, 15:12)      | Группа С |
| Нидерланды: Миша Латухихин (2+0), Рейндер Нюммердор (6+12), Бас ван де Гор (5+34), Рихард Схёйл (15+22), Гёйдо Гёртзен (10+24), Майк ван де Гор (5+6). Выход на замену: Альберт Кристина (0+0), Роберт ван Эс (0+0), Хенк-Ян Хелд (3+8). Россия: Вадим Хамутцких (1+0), Александр Березин (3+4), Руслан Олихвер (7+15), Дмитрий Фомин (11+28), Валерий Горюшев (7+30), Алексей Казаков (3+10). Выход на замену: Константин Ушаков (1+2), Дмитрий Желтуха (5+8), Руслан Чигрин (1+1).                                                  |                                                                      |                                                             |          |
| № 9(114) | 13.05.1997 Москва. УСЗ ЦСКА. 3500 зрителей                           | Россия — Куба — 1:3 (9:15, 15:13, 11:15, 12:15)             | Группа С |
| Россия: Алексей Казаков (7+10), Вадим Хамутцких (1+1), Сергей Орленко (7+19), Руслан Чигрин (0+3), Дмитрий Фомин (8+19), Дмитрий Желтуха (7+11). Выход на замену: Станислав Динейкин (0+2), Константин Ушаков (0+0), Руслан Жбанков (1+1), Александр Березин (9+18). Куба: Рауль Диаго (6+2), Ален Рока (9+9), Павел Пимьента (9+13), Освальдо Эрнандес (7+34), Идальмис Гато (6+18), Иосвани Эрнандес (12+21). Выход на замену: Николас Вивес (0+0), Алексей Диаз (0+0), Фредди Брукс (0+0), Хоэль Деспайн (0+0), Анхель Деннис (л). |                                                                      |                                                             |          |
| № 10(115) | 14.05.1997 Москва. УСЗ ЦСКА. 2700 зрителей                           | Россия — Куба — 1:3 (9:15, 16:14, 6:15, 4:15)               | Группа С |
| Россия: Алексей Казаков (9+7), Вадим Хамутцких (1+1), Сергей Орленко (3+14), Александр Березин (3+18), Дмитрий Фомин (9+26), Дмитрий Желтуха (0+3). Выход на замену: Руслан Олихвер (5+8), Станислав Динейкин (0+1), Константин Ушаков (0+0), Игорь Шулепов (л). Куба: Рауль Диаго (2+5), Ален Рока (4+7), Павел Пимьента (7+10), Освальдо Эрнандес (13+37), Идальмис Гато (11+14), Иосвани Эрнандес (12+22). Выход на замену: Алексей Диас (0+0), Фредди Брукс (0+0), Анхель Деннис (л).                                             |                                                                      |                                                             |          |
| № 11(116) | 20.06.1997 Москва. УСЗ ЦСКА. 2500 зрителей                           | Россия — Корея — 3:0 (15:10, 15:8, 15:2)                    | Группа С |
| Россия: Вадим Хамутцких (0+0), Сергей Тетюхин (3+11), Руслан Олихвер (8+12), Дмитрий Фомин (9+20), Сергей Орленко (8+10), Алексей Казаков (3+3). Выход на замену: Игорь Шулепов (4+18), Станислав Динейкин (0+0), Константин Ушаков (0+0), Павел Иванов (л). Корея: Ким Сунхён (0+6), Син Джиксик (3+14), Ким Седжин (2+19), Пак Чонджан (2+6), Пак Хисан (2+5), Ку Инджон (2+12). Выход на замену: Хан Хисук (0+3), Ким Сунче (2+11), Ли Хо (л).                                                                                     |                                                                      |                                                             |          |
| № 12(117) | 21.06.1997 Москва. УСЗ ЦСКА. 2000 зрителей                           | Россия — Корея — 3:0 (15:7, 15:8, 15:4)                     | Группа С |
| Россия: Сергей Орленко (3+6), Вадим Хамутцких (0+2), Сергей Тетюхин (9+5), Руслан Олихвер (3+9), Дмитрий Фомин (10+12), Игорь Шулепов (3+11). Выход на замену: Алексей Казаков (0+3), Валерий Горюшев (5+6), Константин Ушаков (1+0), Павел Иванов (л). Корея: Пак Сончхуль (3+8), Ким Седжин (1+20), Пак Хисан (4+11), Пак Чончхан (3+1), Ким Сунхён (0+2), Син Джиксик (5+10). Выход на замену: Хан Хисук (0+0), Ли Хо (л). |                                                                      |                                                             |          |

### Мировая лига. Финальный турнир
| № 13(118) | 30.06.1997 Москва. Спорткомплекс «Олимпийский». 5500 зрителей | Россия — Болгария — 3:2 (15:9, 11:15, 15:3, 11:15, 15:7)    | «Финал шести»     |
| Россия: Вадим Хамутцких (1+0), Сергей Тетюхин (8+14), Руслан Олихвер (7+12), Станислав Динейкин (7+8), Игорь Шулепов (3+4), Сергей Орленко (9+6). Выход на замену: Александр Березин (1+7), Алексей Казаков (9+9), Валерий Горюшев (7+8), Константин Ушаков (0+1), Павел Иванов (л). Болгария: Николай Иванов (1+1), Найден Найденов (4+14), Любомир Ганев (11+16), Ивайло Гаврилов (5+8), Мартин Стоев (3+13), Пётр Узунов (7+13). Выход на замену: Евгений Иванов (3+5), Радко Колев (0+0), Владислав Тодоров (л).                                                           |                                                               |                                                             |                   |
| № 14(119) | 1.07.1997 Москва. Спорткомплекс «Олимпийский». 7000 зрителей  | Россия — Нидерланды — 2:3 (15:17, 15:3, 15:4, 11:15, 13:15) | «Финал шести»     |
| Россия: Сергей Орленко (8+12), Вадим Хамутцких (4+0), Сергей Тетюхин (6+15), Руслан Олихвер (19+22), Станислав Динейкин (1+8), Игорь Шулепов (2+8). Выход на замену: Александр Березин (0+0), Алексей Казаков (6+8), Валерий Горюшев (8+15), Константин Ушаков (0+0), Павел Иванов (л). Нидерланды: Миша Латухихин (3+1), Рейндер Нюммердор (2+4), Бас ван де Гор (13+19), Хенк-Ян Хелд (5+22), Олаф ван дер Мёлен (5+17), Гёйдо Гёртзен (11+20). Выход на замену: Альберт Кристина (0+0), Майк ван де Гор (3+2), Марк Бруре (1+6), Роберт ван Эс (0+0), Йохем де Грёйтер (л). |                                                               |                                                             |                   |
| № 15(120) | 2.07.1997 Москва. Спорткомплекс «Олимпийский». 7500 зрителей  | Куба — Россия — 3:0 (15:11, 15:7, 15:5)                     | «Финал шести»     |
| Куба: Рауль Диаго (3+4), Ален Рока (5+7), Павел Пимьента (2+7), Освальдо Эрнандес (6+18), Идальмис Гато (8+12), Иосвани Эрнандес (8+11). Выход на замену: Алексей Диас (0+0), Фредди Брукс (1+0), Анхель Деннис (л). Россия: Сергей Орленко (2+7), Константин Ушаков (0+3), Сергей Тетюхин (2+3), Руслан Олихвер (8+8), Алексей Казаков (4+14), Игорь Шулепов (1+7). Выход на замену: Александр Березин (1+4), Вадим Хамутцких (1+0), Валерий Горюшев (1+11), Станислав Динейкин (0+0), Павел Иванов (л).                                                                      |                                                               |                                                             |                   |
| № 16(121) | 4.07.1997 Москва. Спорткомплекс «Олимпийский». 9000 зрителей  | Россия — Бразилия — 3:0 (15:11, 16:14, 15:8)                | «Финал шести»     |
| Россия: Вадим Хамутцких (0+1), Сергей Орленко (3+14), Сергей Тетюхин (2+8), Руслан Олихвер (8+17), Алексей Казаков (17+15), Игорь Шулепов (8+21). Выход на замену: Александр Березин (0+0), Константин Ушаков (0+0), Валерий Горюшев (4+7), Руслан Жбанков (0+0), Павел Иванов (л). Бразилия: Густаво (4+10), Марцело (1+0), Жиба (5+19), Дуглас (2+6), Макс (6+22), Налберт (4+16). Выход на замену: Жилсон (2+5), Рикардо (1+3), Паулао (0+5), Пинья (0+1), Карлао (л). |                                                               |                                                             |                   |
| № 17(122) | 5.07.1997 Москва. Спорткомплекс «Олимпийский». 9500 зрителей  | Россия — Нидерланды — 3:0 (15:8, 15:12, 15:8)               | Матч за 3-е место |
| Россия: Сергей Орленко (1+5), Вадим Хамутцких (2+3), Руслан Олихвер (4+10), Валерий Горюшев (8+8), Игорь Шулепов (10+7), Алексей Казаков (12+7). Выход на замену: Станислав Динейкин (0+1), Сергей Тетюхин (0+0), Александр Березин (0+0), Павел Иванов (л). Нидерланды: Миша Латухихин (1+3), Рейндер Нюммердор (0+2), Бас ван де Гор (2+9), Хенк-Ян Хелд (2+17), Гёйдо Гёртзен (2+9), Марк Бруре (0+3). Выход на замену: Альберт Кристина (0+5), Майк ван де Гор (3+7), Роберт ван Эс (8+9), Йохем де Грёйтер (л).                                                           |                                                               |                                                             |                   |

### Чемпионат мира 1998. Квалификация
| № 18(123) | 15.08.1997 Ольштын | Россия — Дания — 3:0 (15:1, 15:8, 15:2)   |
| Россия: ??? Дания: ??? |                    |                                           |
| № 19(124) | 16.08.1997 Ольштын | Россия — Венгрия — 3:0 (15:3, 15:9, 15:0) |
| Россия: ??? Венгрия: ??? |                    |                                           |
| № 20(125) | 17.08.1997 Ольштын | Россия — Польша — 3:0 (15:5, 15:10, 15:6) |
| Россия: Алексей Казаков, Руслан Олихвер, Вадим Хамутцких, Дмитрий Фомин, Валерий Горюшев, Игорь Шулепов. Выход на замену: Сергей Орленко, Сергей Тетюхин, Руслан Жбанков, Сергей Кукарцев, Александр Березин. Польша: ??? |                    |                                           |

### Чемпионат Европы
| № 21(126) | 6.09.1997 Хертогенбос. Спортивный центр «Мааспоорт». 220 зрителей  | Югославия — Россия — 0:3 (14:16, 11:15, 13:15)             | Группа A                 |
| Югославия: Владимир Грбич (5+15), Дьюла Мештер (3+9), Никола Грбич (4+9), Слободан Ковач (3+9), Желько Танаскович (4+10), Джордже Джюрич (1+3). Выход на замену: Владимир Батез (4+13), Слободан Бошкан (0+0), Горан Вуевич (1+9), Андрия Герич (1+2). Россия: Вадим Хамутцких (4+2), Игорь Шулепов (6+15), Руслан Олихвер (2+10), Алексей Казаков (8+13), Валерий Горюшев (12+21), Сергей Орленко (0+0). Выход на замену: Павел Шишкин (7+8), Станислав Динейкин (1+1), Сергей Тетюхин (0+0), Константин Ушаков (0+0).                  |                                                                    |                                                            |                          |
| № 22(127) | 7.09.1997 Хертогенбос. Спортивный центр «Мааспоорт». 450 зрителей  | Россия — Словакия — 2:3 (15:6, 10:15, 14:16, 15:10, 12:15) | Группа A                 |
| Россия: Вадим Хамутцких (5+2), Игорь Шулепов (6+10), Руслан Олихвер (3+4), Павел Шишкин (2+2), Алексей Казаков (6+4), Валерий Горюшев (16+20). Выход на замену: Станислав Динейкин (9+17), Сергей Тетюхин (3+4), Константин Ушаков (0+0), Александр Березин (0+2). Словакия: Марек Кардош (3+2), Янкович (9+15), Петер Дивиш (4+5), Андрей Краварик (12+31), Бранко Пистович (3+7), Рихард Немец (17+20). Выход на замену: Мариан Ваврек (1+0), Владимир Прохазка (0+0), Мариан Мигра (0+0), Каян (0+0), Петер Балаж (0+0), Кочан (0+0). |                                                                    |                                                            |                          |
| № 23(128) | 8.09.1997 Хертогенбос. Спортивный центр «Мааспоорт». 200 зрителей  | Германия — Россия — 3:2 (15:9, 15:10, 6:15, 4:15, 16:14)   | Группа A                 |
| Германия: Марко Лифке (5+19), Штефан Хюбнер (7+15), Франк Дене (4+0), Ведлер (11+14), Вольфганг Кук (7+8), Бройер (2+5). Выход на замену: Оливер Хайтман (1+9), Маттиас Хяберляйн (0+1), Ральф Бергман (4+6), Георг Вебель (1+2), Шнайдер (0+0). Россия: Алексей Казаков (8+8), Вадим Хамутцких (0+2), Игорь Шулепов (5+20), Руслан Олихвер (2+11), Станислав Динейкин (10+14), Валерий Горюшев (2+5). Выход на замену: Сергей Тетюхин (8+2), Константин Ушаков (2+0), Александр Березин (4+6), Руслан Жбанков (0+0).                    |                                                                    |                                                            |                          |
| № 24(129) | 10.09.1997 Хертогенбос. Спортивный центр «Мааспоорт». 250 зрителей | Греция — Россия — 0:3 (5:15, 9:15, 12:15)                  | Группа A                 |
| Греция: Антониос Цакиропулос (1+0), Василеос Курнетас (0+0), Николас Самарас (5+17), Андреас Теодоридис (0+2), Георгиос Драковиц (5+13), Мариос Гиурдас (0+0). Выход на замену: Сергей Атанасиадис (5+11), Теодорос Чатзиантониу (2+4), Теодорос Бозидис (0+2), Василеос Митрудис (3+3). Россия: Вадим Хамутцких (1+4), Игорь Шулепов (6+14), Руслан Олихвер (6+7), Сергей Тетюхин (8+6), Станислав Динейкин (1+11), Алексей Казаков (4+9). Выход на замену: Валерий Горюшев (7+1), Константин Ушаков (0+0), Александр Березин (0+1).    |                                                                    |                                                            |                          |
| № 25(130) | 11.09.1997 Хертогенбос. Спортивный центр «Мааспоорт». 500 зрителей | Россия — Италия — 0:3 (6:15, 10:15, 12:15)                 | Группа A                 |
| Россия: Игорь Шулепов (1+7), Руслан Олихвер (2+9), Станислав Динейкин (5+12), Валерий Горюшев (4+6), Алексей Казаков (3+5), Вадим Хамутцких (2+1). Выход на замену: Константин Ушаков (3+2), Сергей Тетюхин (3+9), Павел Шишкин (1+1), Александр Березин (0+0). Италия: Марко Меони (3+0), Андреа Сарторетти (8+8), Андреа Гардини (2+9), Микеле Пазинато (12+21), Андреа Джани (9+10), Паскуале Гравина (3+5). Выход на замену: Альберто Баки (0+0), Давиде Беллини (0+0), Дамьяно Пиппи (0+0).                                         |                                                                    |                                                            |                          |
| № 26(131) | 13.09.1997 Эйндховен. Крытый спортцентр. 3300 зрителей             | Украина — Россия — 0:3 (10:15, 4:15, 12:15)                | Полуфинал за 5-8-е места |
| Украина: Игорь Зайцев (1+3), Игорь Попов (4+11), Александр Шадчин (5+4), Юрий Филиппов (2+20), Алексей Гатин (2+8), Владимир Гудыма (3+6). Выход на замену: Деревянченко (1+0), Олег Мушенко (2+3). Россия: Константин Ушаков (4+4), Игорь Шулепов (7+17), Руслан Олихвер (4+8), Сергей Тетюхин (4+11), Валерий Горюшев (13+13), Алексей Казаков (8+4). Выход на замену: Станислав Динейкин (0+0), Александр Березин (0+0). |                                                                    |                                                            |                          |
| № 27(132) | 14.09.1997 Эйндховен. Крытый спортцентр. 2800 зрителей             | Чехия — Россия — 0:3 (10:15, 9:15, 9:15)                   | Матч за 5-е место        |
| Чехия: Резничек (0+4), Гадрава (4+11), Хрок (4+10), Карабец (3+16), Пешп (2+6), Демар (1+5). Выход на замену: Новак (0+0), Холчик (1+0), Покоп (3+1), Коп (0+0). Россия: Алексей Казаков (7+4), Константин Ушаков (2+0), Игорь Шулепов (2+13), Руслан Олихвер (5+11), Сергей Тетюхин (2+9), Валерий Горюшев (11+13). Выход на замену: Александр Березин (0+0), Павел Шишкин (1+0), Вадим Хамутцких (2+0), Руслан Жбанков (0+0). |                                                                    |                                                            |                          |

## Состав
В составе сборной России в официальных турнирах играло 17 волейболистов. Дебютировали в национальной команде Александр Березин, Руслан Жбанков, Дмитрий Желтуха, Павел Иванов и Сергей Кукарцев.
В скобках указано число матчей в стартовом составе + в качестве либеро
|    | Игрок              | Год рождения | Амплуа                   | Клуб                              | Турниры и игры | Турниры и игры | Турниры и игры | Всего матчей | Очки | Отыгр. подачи | Всего очков |
| МЛ | Игрок              | Год рождения | Амплуа                   | Клуб                              | ОЧМ            | ЧЕ             |                | Всего матчей | Очки | Отыгр. подачи | Всего очков |
| -- | ------------------ | ------------ | ------------------------ | --------------------------------- | -------------- | -------------- | -------------- | ------------ | ---- | ------------- | ----------- |
| 1  | Валерий Горюшев    | 1973         | доигровщик               | «Ареа Равенна» «Ниппонстил» Осака | 14 (8)         | 1 (1) ?        | 7 (6)          | 22 (15)      | 133  | 225           | 358         |
| 2  | Алексей Казаков    | 1976         | блокирующий диагональный | «Искра»-РВСН Одинцово             | 17 (14)        | 1 (1) ?        | 7 (7)          | 25 (22)      | 154  | 181           | 335         |
| 3  | Руслан Олихвер     | 1969         | блокирующий              | «Репорт» Сузану                   | 16 (13)        | 1 (1) ?        | 7 (7)          | 24 (21)      | 106  | 206           | 312         |
| 4  | Игорь Шулепов      | 1972         | доигровщик               | УЭМ-«Изумруд» Екатеринбург        | 8 (6+1)        | 1 (1) ?        | 7 (7)          | 16 (14+1)    | 64   | 172           | 236         |
| 5  | Сергей Орленко     | 1971         | блокирующий              | ЦСКА                              | 14 (10)        | 1 (0)          | 1 (1)          | 16 (11)      | 52   | 138           | 190         |
| 6  | Дмитрий Фомин      | 1968         | диагональный             | «Сислей» Тревизо                  | 10 (9)         | 1 (1) ?        |                | 11 (10)      | 55   | 134           | 189         |
| 7  | Сергей Тетюхин     | 1975         | доигровщик               | «Белогорье-Динамо» Белгород       | 9 (7)          | 1              | 7 (3)          | 17 (10)      | 62   | 121           | 183         |
| 8  | Александр Березин  | 1975         | диагональный             | ЦСКА «Искра»-РВСН Одинцово        | 15 (6)         | 1 ?            | 6              | 22 (6)       | 42   | 110           | 152         |
| 9  | Станислав Динейкин | 1973         | диагональный             | «Самотлор» Нижневартовск          | 9 (3)          |                | 6 (3)          | 15 (6)       | 39   | 103           | 142         |
| 10 | Дмитрий Желтуха    | 1972         | доигровщик               | «Белогорье-Динамо» Белгород       | 7 (4)          |                |                | 7 (4)        | 37   | 73            | 110         |
| 11 | Вадим Хамутцких    | 1969         | связующий                | «Белогорье-Динамо» Белгород       | 17 (13)        | 1 (1) ?        | 6 (5)          | 24 (19)      | 31   | 25            | 56          |
| 12 | Руслан Чигрин      | 1971         | доигровщик               | «Автомобилист» Санкт-Петербург    | 6 (4)          |                |                | 6 (4)        | 20   | 25            | 45          |
| 13 | Константин Ушаков  | 1970         | связующий                | ЦСКА                              | 14 (4)         |                | 7 (2)          | 21 (6)       | 17   | 24            | 41          |
| 14 | Руслан Жбанков     | 1970         | блокирующий              | «Автомобилист» Санкт-Петербург    | 9 (1)          | 1              | 2              | 12 (1)       | 13   | 24            | 37          |
| 15 | Павел Шишкин       | 1970         | доигровщик               | «Джей-Ти» Хиросима                |                |                | 4 (1)          | 4 (1)        | 11   | 11            | 22          |
| 16 | Сергей Кукарцев    | 1970         | связующий                | УЭМ-«Изумруд» Екатеринбург        |                | 1 (0)          |                | 1 (0)        | 0    | 0             | 0           |
| 17 | Павел Иванов       | 1964         | либеро                   | УЭМ-«Изумруд» Екатеринбург        | 13 (0+13)      |                |                | 13 (0+13)    | 0    | 0             | 0           |

Примечание: набранные игроками очки приведены за 24 матча (кроме матчей № 123—125)
- Главный тренер — Вячеслав Платонов, и. о. Вячеслав Зайцев (в матчах № 113—122).
- Тренеры — Вячеслав Зайцев, Юрий Фураев.

## Факты и статистика
- На турнире Мировой лиги 1997 года в заявке сборной России впервые появился игрок либеро. Новое амплуа в большинстве матчей было доверено капитану УЭМ-«Изумруда» Павлу Иванову, которого тренеры включили в заявку вместо Владимира Касторнова[1]. В 1997 году решение FIVB по либеро носило рекомендательный характер, но уже со следующего сезона присутствие таких игроков в командах стало обязательным.
- Начав сезон с десяти поражений подряд, сборная России продлила безвыигрышную серию, которая стала рекордной в её истории — с учётом поражений в полуфинале и матче за 3-е место на Олимпийских играх в Атланте она составила 12 матчей.
- Всего в 1997 году сборная России провела 27 официальных матчей, победив 12 раз и уступив в 15 поединках при соотношении партий 50:47. Соперниками россиян в этих матчах были национальные сборные 15 стран.

| Турнир                                        | И  | В | П  | С/П   | Место |
| --------------------------------------------- | -- | - | -- | ----- | ----- |
| Мировая лига 1997. Интерконтинентальный раунд | 12 | 2 | 10 | 14:30 | 3 гр. |
| Мировая лига 1997. Финальный турнир           | 5  | 3 | 2  | 11:8  | 3     |
| Квалификация чемпионата мира 1998             | 3  | 3 | 0  | 9:0   | 1 гр. |
| Чемпионат Европы 1997                         | 7  | 4 | 3  | 16:9  | 5     |